# Werner Haselhuhn
Werner Haselhuhn (* 26. Oktober 1925 in Frankenhausen; † 8. Mai 2007 in Dresden) war ein deutscher Maler und Grafiker.

## Leben und Werk
Haselhuhn besuchte von 1932 bis 1940 die Volksschule in Bad Frankenhausen. Danach absolvierte er bis 1943 eine Lehre als Dekorationsmaler. Anschließend war er bis 1946 im Kriegsdienst und in Kriegsgefangenschaft. Von 1947 bis 1952 arbeitete er als Dekorationsmaler und als Möbellackierer. Schon seit seiner Kindheit hatte Haselhuhn gemalt und gezeichnet, und 1949 beteiligte er sich in Weimar erstmals an einer Laienausstellung.
Von 1953 bis 1955 studiert er an der Arbeiter- und Bauernfakultät für Architektur in Weimar und anschließend bis 1960 an der Hochschule für Bildende Künste in Dresden bei Paul Michaelis und Erich Fraaß, mit dem er lebenslang befreundet blieb. Für sein Diplom schuf Haselhuhn das Tafelbild „Stahlschmelzer“. Nach dem Studienende war Haselhuhn als Mitglied des Verbands Bildender Künstler der DDR freischaffend in Dresden tätig. Mit seiner Heimatstadt Bad Frankenhausen blieb er aber lebenslang verbunden. Ab 1961 hatte er einen Werksvertrag mit dem Edelstahlwerk Freital. Für dieses fertige er Auftragswerke, neben Tafelbildern für die Ausgestaltung von Räumen im Werk u. a. eine Mappe mit zehn Holzschnitten („Aus unserem Werk“), und leitete er einen Mal- und Zeichenzirkel. Er erhielt weitere Aufträge von staatlichen und gesellschaftlichen Institutionen wie dem Freien Deutschen Gewerkschaftsbund. Viele seiner Arbeiten widmen sich den Themen der landwirtschaftlichen Arbeit, seiner Heimatstadt Bad Frankenhausen und der Kyffhäuser-Landschaft. Haselhuhn gehörte zu den bekanntesten Thüringer Landschaftsmalern und wurde auch der „heimliche Van Gogh der DDR“ genannt.
Haselhuhns Werk umfasst mehr als 1000 Ölgemälde und eine große Anzahl von druckgrafischen Arbeiten, Aquarellen, Pastellen, Gouachen und Handzeichnungen.
Die größte Sammlung hat das Regionalmuseum im Schloss Bad Frankenhausen. Weitere Werke befinden sich u. a. in der Ludwigsgalerie Schloss Oberhausen und in vielen Sammlungen auf dem Gebiet der früheren DDR, u. a. in Berlin in der Nationalgalerie und im Kupferstichkabinett, in Dresden im Kupferstichkabinett und in der Galerie Neue Meister, in der Neuen Sächsischen Galerie Chemnitz, in der Kunstsammlung Neubrandenburg, der Städtischen Sammlung Freital und der Klassikstiftung Weimar.

## Ehrungen (Auswahl)
- 1964 Kunstpreis des Edelstahlwerkes Freital
- 1969 Martin-Andersen-Nexö-Kunstpreis der Stadt Dresden
- 1984 Kunstpreis des FDGB
- 2005 Ehrenbürgerschaft von Bad Frankenhausen

## Rezeption
„Werner Haselhuhn fand seinen ganz eigenen Weg, mit dem er sich wesentlich von der sogenannten Dresdner Schule abhebt. Und als eigen gilt er nicht nur hinsichtlich seiner Techniken mit unverkennbarem Duktus, sondern in einem steten Festhalten an der Landschaftsmalerei, allen modernen Strömungen und gewünschten Tendenzen zum Trotz. … Seine Bilder zeigen überquellende Lebensfreude. Was bleibt: Für Haselhuhn war die Landschaft als Motiv das Wichtigste, andererseits war ihm bewusst, wie wenig die Landschaft in der Malerei der DDR Gewicht hatte. In seiner Malerei vermischen sich impressionistische und expressionistische Einflüsse. Mit der einfachen Themenwahl und der verschwenderisch aufgetragenen Farbe schuf er Werke, die einen einzigartigen Duktus haben und die jeder gerne anschaut.“ Renate Weinert, vormalige Leiterin des Regionalmuseums Bad Frankenhausen

## Werke (Auswahl)
- Mähdrescherfahrerin (Tafelbild, Öl, 1973; im Bestand des Sächsischen Kunstfonds)[4]
- Reife Getreidefelder unter schwerem Himmel (Tafelbild, Öl, 1974; im Bestand der Dresdner Galerie Neue Meister)[5]
- Großes Erntefeld (Tafelbild, Öl, 1975; im Bestand des Sächsischen Kunstfonds)[6]
- Am alten Heerweg bei Bad Frankenhausen (Tafelbild, Öl, 1979; im Bestand der Dresdner Galerie Neue Meister)[7]
- Edelstahlwerk im Winter (Tafelbild, Öl, 1983; im Bestand des Sächsischen Kunstfonds)[8]
- Herbsttag (Holzschnitt, 1985; im Bestand des Sächsischen Kunstfonds)[9]
- Dampfpflug (Gouache, 1986; im Bestand des Museums Osterzgebirgsgalerie im Schloss Dippoldiswalde)[10]

## Ausstellungen (Auswahl)

### Einzelausstellungen (Auswahl)
- seit 1967: Bad Frankenhausen, Regionalmuseum im Schloss Bad Frankenhausen (mehrere Ausstellungen)
- 1969: Dresden, Glockenspielpavillon des Zwingers
- 1972: Bad Kösen, Kunsthalle
- 1975: Dresden, Glockenspielpavillon des Zwingers (Ölbilder, Aquarelle, Holzschnitte)
- 1978: Hoyerswerda, Stadtmuseum
- 1980: Dresden, Galerie Kunst der Zeit (Malerei)
- 1985: Dresden, Galerie Rähnitzgasse (Zum 60. Geburtstag. Gemälde, Guachen, Aquarelle, Pastelle, Zeichnungen, Holzschnitte)
- 1997: Gotha, Galerie Finkbein (Gemälde und Grafik)
- 1999: Weimar, Galerie Hebecker (mit Rudolf Graf und Gottfried Sommer)
- 2001: Dresden, Volksbank Dresden (Zum 75. Geburtstag. „Zwischen Bad Frankenhausen & Dresden“)
- 2016: Dresden, Städtisches Klinikum (Malereien und Zeichnungen)

### Ausstellungsbeteiligungen (Auswahl)
- 1962/1963, 1972/1973, 1977/1978, 1982/1983, 1987/1988: Dresden, Kunstausstellungen der DDR
- 1972, 1974, 1979, 1985: Dresden, Bezirkskunstausstellungen
- 1965: Berlin (INTERGRAFIK)
- 1968: Halle („Sieger der Geschichte“)
- 1969: Weimar, Kunsthalle Weimar („Temperamente. Zehn Maler aus der DDR“)
- 1969: Erfurt („Kunst und Sport“)
- 1970: Berlin, Altes Museum („Im Geiste Lenins“)
- 1971: Berlin, Altes Museum („Das Antlitz der Arbeiterklasse in der bildenden Kunst der DDR“)
- 1979: Berlin, Altes Museum („Jugend in der Kunst“)
- 1985: Erfurt, Gelände der Internationalen Gartenbauausstellung („Künstler im Bündnis“)
- 1986: Magdeburg, Kloster Unser Lieben Frauen („Grafik in den Kämpfen unserer Tage“)

## Publikationen im Selbstverlag (Auswahl)
- Die kleine Wipper. Ein Skizzenbuch. 1994
- Erinnerungen an die Landschaft in der ich geboren wurde, lebte und arbeitete. 1996